# Bangkok Love Stories - Object of affection
Bangkok Love Stories - Object of affection (titolo originale Bangkok รัก Stories 2 ตอน สิ่งของ; anche nota come Bangkok Rak Stories 2: Sing Khong) è una miniserie thailandese composta da 13 episodi andati in onda, per la prima volta, dal 14 febbraio al 9 maggio 2019 su GMMTV. Essa, che compone la quarta stagione della saga antologica Bangkok Love Stories, è stata distribuita in Italia da Netflix il 2 luglio 2019.

## Trama
Jesse, una graffitista professionista, casualmente si imbatte in un crimine violento ai danni di due donne e riprende l'evento con il proprio cellulare. La coppia di criminali si accorge di Jesse e tenta, inefficacemente, di appropriarsi del telefono causandone però la sua rottura. Per ottenere i video incriminanti Jesse porta l'apparecchio da un mite tecnico informatico di nome Qten ammonendolo di restituirlo solo a lei e di non darlo a qualsiasi altra persona anche se essa avesse le sue fattezze ma si presentasse con un altro nome (durante la storia si scoprirà che Jesse è affetta da personalità multiple). Con il tempo Qten, ritrovato a relazionarsi con tutte le personalità della ragazza, incomincerà a interessarsi a lei fino all'innamorarsene.

## Personaggi

### Principali
- Jesse, interpretata da Apinya Sakuljaroensuk
Graffitista professionista affetta grave disturbo dissociativo dell'identità, dovuto a diversi traumi in età infantile, con 3 personalità multiple:
  - Joey è una personalità estremamente scontrosa che si veste con una parrucca bionda e abiti appariscenti.
  - Pinky è una personalità molto diretta e cinica che si veste con una lunga parrucca castana intervallata da diverse ciocche rosse e degli abiti rossicci.
  - Jenny è una personalità infantile che si veste con abiti da ragazzina e una parrucca nera molto lunga.
- Qten, interpretato da Kanokchat Munyadon
Tecnico riparatore informatico che vive da solo con il suo gatto Mhooping. Dopo la comparsa di Jesse nel suo negozio si innamorerà di lei continuando a rifiutare l'ossessiva corte di Tae Hee.

### Secondari
- Ryu, interpretato da Thongpoom Siripipat
Criminale che insieme a Yai cerca di ottenere il cellulare di Jesse nel quale ci sono le prove di un loro crimine. Tra i due è il più violento e decisionista.
- Yai, interpretato da Akaranithimetrad Akarin
Criminale che insieme a Ryu cerca di ottenere il cellulare di Jesse nel quale ci sono le prove di un loro crimine.
- Tae-Hee, interpretata da Seo Ji Yeon
Sud-coreana pazzamente innamorata di Qten che conobbe molto prima agli eventi narrati nella serie durante una vacanza a Bangkok. Per stargli vicino decise di diventare la proprietaria di un ristorante nello stesso centro commerciale in cui lavora il suo amato.
- Kang, interpretato da Awat Ratanapintha
Giovane collaboratore di Qten innamorato di Tae-Hee.
- Dada, interpretata da Sara Nalin Hohler
Migliore amica di Jesse che la sostiene fortemente nonostante il suo disturbo dissociativo.
- Jeng
Dipendente di Tae-Hee che nonostante l'età avanzata dimostra una certa infantilità.

## Episodi
| Nº | Messa in onda    |
| -- | ---------------- |
| 1  | 14 febbraio 2019 |
| 2  | 21 febbraio 2019 |
| 3  | 28 febbraio 2019 |
| 4  | 7 marzo 2019     |
| 5  | 14 marzo 2019    |
| 6  | 21 marzo 2019    |
| 7  | 28 marzo 2019    |
| 8  | 4 aprile 2019    |
| 9  | 11 aprile 2019   |
| 10 | 18 aprile 2019   |
| 11 | 25 aprile 2019   |
| 12 | 2 maggio 2019    |
| 13 | 9 maggio 2019    |